# تاللیکول
تاللیکول (انگلیسی: Tallykul) یک شهرک در شهرستان بلاگووارسکی باشقیرستان کشور روسیه است.